# Serghei Grinkov
Serghei Grinkov (n. 4 februarie 1967, Moscova, RSFS Rusă, URSS – d. 20 noiembrie 1995, Lake Placid, North Elba⁠(d), New York, SUA) a fost un patinator artistic ce a reprezentat Uniunea Republicilor Sovietice Socialiste, medaliat olimpic. A participat la 2 ediții ale Jocurilor Olimpice (1988, 1994) în care a câștigat o medalie de aur.